# Hemerocallis nana
Hemerocallis nana là một loài thực vật có hoa trong họ Thích diệp thụ. Loài này được W.W.Sm. & Forrest miêu tả khoa học đầu tiên năm 1926.